# 보커만꿀박쥐
보커만꿀박쥐(Lonchophylla bokermanni)는 주걱박쥐과(신세계잎코박쥐과)에 속하는 남아메리카 박쥐의 일종이다. 브라질 남동부와 미나스제라이스주 그리고 리우데자네이루주에서 발견된다. 알려진 정보가 거의 없으며, 1978년 발견된 이후 다시 관찰된 적이 없다. 식충성 동물이며, 중요한 꽃가루 매개자의 일종으로 추정하고 있다. 심각한 삼림 벌채로 위협을 받고 있으며, 일랴그란지 주에서 보호되고 있다.